# Marathon Rotterdam 1994
De Marathon Rotterdam 1994 werd gelopen op zondag 17 april 1994. Het was de veertiende editie van deze marathon.
Bij de mannen was het de Belg Vincent Rousseau, die als eerste over de streep kwam in 2:07.51. De Japanse Miyoko Takahashi won bij de vrouwen in 2:25.52.
Deze editie gold tevens als Nederlands en Belgisch kampioenschap op de marathon. De Nederlandse titels gingen naar Aart Stigter (dertiende in 2:15.38) en Carla Beurskens (derde in 2:29.43), terwijl de Belgische titels werden veroverd door Vincent Rousseau (eerste in 2:07.51) en Siska Maton (2:42.10).
In totaal finishten 7625 marathonlopers de wedstrijd, waarvan 7131 mannen en 494 vrouwen.

## Uitslagen

### Mannen
| rang   | naam                 | land | tijd    | opmerkingen |
| ------ | -------------------- | ---- | ------- | ----------- |
| Goud   | Vincent Rousseau     | BEL  | 2:07.51 |             |
| Zilver | Willie Mtolo         | RSA  | 2:10.17 |             |
| Brons  | Benjamin Paredes     | MEX  | 2:10.40 |             |
| 4      | Hiromi Taniguchi     | JPN  | 2:10.46 |             |
| 5      | Frank Bjørkli        | NOR  | 2:12.20 |             |
| 6      | Jean-Luc Assemat     | FRA  | 2:12.29 |             |
| 7      | Slawomir Gurny       | POL  | 2:12.31 |             |
| 8      | Tadao Uchikoshi      | JPN  | 2:12.52 |             |
| 9      | Jorge Marquez        | MEX  | 2:12.55 |             |
| 10     | Harri Hanninen       | FIN  | 2:13.30 |             |
| 11     | Francis Robert Naali | TAN  | 2:15.24 |             |
| 12     | Knut Hegvold         | NOR  | 2:15.27 |             |
| 13     | Aart Stigter         | NED  | 2:15.38 | 1e NK       |
| 14     | Antonio-Fabián Silio | ARG  | 2:16.39 |             |
| 15     | Marti ten Kate       | NED  | 2:16.43 | 2e NK       |
| 16     | Dionisio Castro      | POR  | 2:17.44 |             |
| 17     | John Duinmeyer       | NED  | 2:19.13 | 3e NK       |
| 18     | Filip Vanhaecke      | BEL  | 2:19.35 |             |
| 22     | Juvenal Ribeiro      | POR  | 2:21.49 |             |
| 25     | Fransua Woldemariam  | ETH  | 2:22.36 |             |
| 26     | Tadesse Woldemeskle  | ETH  | 2:22.39 |             |

### Vrouwen
| rang   | naam              | land | tijd    | opmerkingen |
| ------ | ----------------- | ---- | ------- | ----------- |
| Goud   | Miyoko Takahashi  | JPN  | 2:25.52 |             |
| Zilver | Ritva Lemettinen  | FIN  | 2:29.16 |             |
| Brons  | Carla Beurskens   | NED  | 2:29.43 | 1e NK       |
| 4      | Ye-Mei Li         | CHN  | 2:32.01 |             |
| 5      | Jane Salumäe      | EST  | 2:33.09 |             |
| 6      | Albertina Machado | POR  | 2:34.15 |             |
| 7      | Marjan Freriks    | NED  | 2:35.10 | 2e NK       |
| 8      | Susan Mahoney     | AUS  | 2:35.50 |             |
| 9      | Teresa Dyer       | ENG  | 2:36.40 |             |
| 10     | Sylvia Renz       | GER  | 2:37.58 |             |
| 11     | Carol Galea       | MLT  | 2:40.17 |             |
| 12     | Siska Maton       | BEL  | 2:42.10 |             |
| 13     | Mieke Hombergen   | NED  | 2:44.05 | 3e NK       |
| 14     | Jeanne Jansen     | NED  | 2:44.40 | 4e NK       |
| 15     | Manna Kwak        | NED  | 2:47.39 | 5e NK       |
| 16     | Sandra Bentley    | ENG  | 2:49.25 |             |
| 17     | Petra van Limpt   | NED  | 2:51.41 | 6e NK       |

1981 ·
1982 ·
1983 ·
1984 ·
1985 ·
1986 ·
1987 ·
1988 ·
1989 ·
1990 ·
1991 ·
1992 ·
1993 ·
1994 ·
1995 ·
1996 ·
1997 ·
1998 ·
1999 ·
2000 ·
2001 ·
2002 ·
2003 ·
2004 ·
2005 ·
2006 ·
2007 ·
2008 ·
2009 ·
2010 ·
2011 ·
2012 ·
2013 ·
2014 ·
2015 ·
2016 ·
2017 ·
2018 ·
2019 ·
2020 ·
2021 ·
2022 ·
2023 ·
2024